# Perissolestes
Perissolestes is een geslacht van libellen (Odonata) uit de familie van de schaduwpantserjuffers (Perilestidae).

## Soorten
Perissolestes omvat 11 soorten:
- Perissolestes aculeatus Kennedy, 1941
- Perissolestes castor (Kennedy, 1937)
- Perissolestes cornutus (Selys, 1886)
- Perissolestes flinti De Marmels, 1988
- Perissolestes guianensis (Williamson & Williamson, 1924)
- Perissolestes klugi Kennedy, 1941
- Perissolestes magdalenae (Williamson & Williamson, 1924)
- Perissolestes paprzyckii Kennedy, 1941
- Perissolestes remotus (Williamson & Williamson, 1924)
- Perissolestes remus Kennedy, 1941
- Perissolestes romulus Kennedy, 1941